# Creaturi fictive din legende și fabule

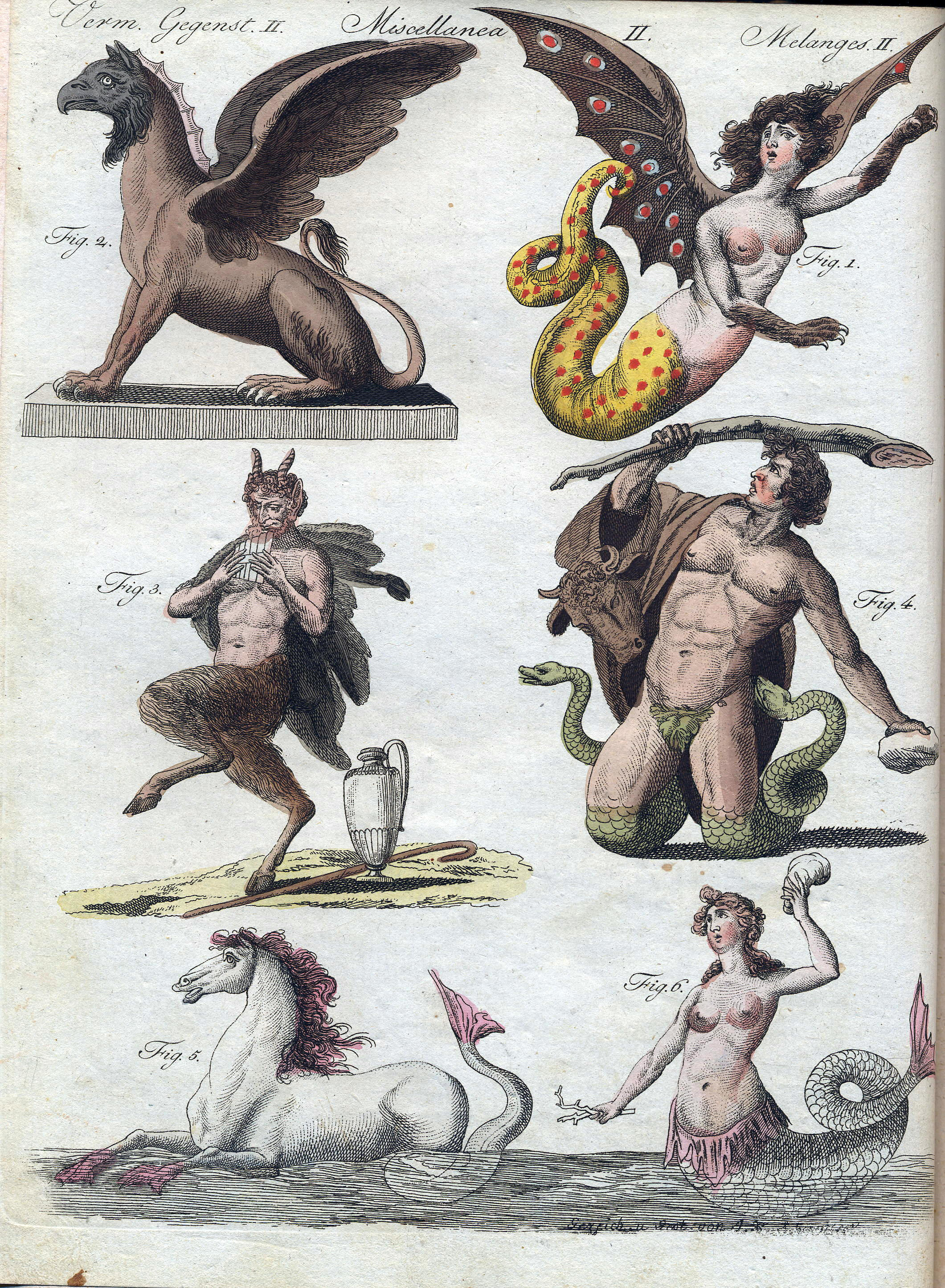
Creaturi fictive din legende și fabule

Creaturile fictive din legende și fabule pot fi animale personificate, figuri umane sau figuri ambivalente de animal și om.

### A
- Asmurda
- Audumbla

### B
- Baba Cloanța
- Balaur
- Bazilisc
- Behemut
- Bau-Bau
- Barbacar
- Balada

### C
- Capricorn
- Căpcăun
- Centaur
- Cerber
- Chupacabra
- Ciclopii

### D
- Demon
- Domovoi
- Dragon
- Driade
- Duh

### E
- Efrit
- Elemental
- Elf

### F
- Familiar
- Fantomă
- Faun
- Fenris
- Fomorii
- Furii

### G
- Gagana
- Garafena
- Gamaiun
- Garguil
- Giganți
- Gnom
- Goblin
- Gorgona
- Grae
- Grifon

### H
- Hobbit
- Harpie
- Hecatonchiri
- Hesperide
- Hidra
- Himera
- Hipogrif

### I
- Iele
- Imp
- Indrik
- Inorog
- Itchetiki

### Î
- Înger

### J
- Jormungand
- Joimărița

### K
- Kobold
- Kriski

### L
- Leul din Nemeea
- Licorn

### M
- Manticor
- Medusa
- Minotaur
- Monstrul din Loch Ness
- Moroi
- Menada

### N
- Naga
- Naiade
- Nekomata
- Nereide
- Nimfe
- Nessie
- Nixes

### O
- Oceanide
- Ondină
- Orc
- Ovinik

### P
- Pasărea de Foc
- Pasărea Phoenix
- Pasărea Măiastră
- Pegas
- Periton
- Picior Mare
- Pitic
- Polovoi
- Poltergeist
- Pricolici
- Python

### R
- Roc

### S
- Salamandră
- Samca
- Satir
- Sânicoară
- Sânziene
- Scorpie
- Sfinx
- Silf
- Sirenă
- Spiriduș
- Stafie
- Strigoi

### T
- Talos
- Tiamat
- Titani
- Triton
- Trol
- Typhon

### U
- Unicorn
- Uriaș
- Ursitoare

### V
- Vampir
- Vasilisc
- Vârcolac

### W
- Walkirie
- Wyvern

Wendigo

### Y
- Yeti

### Z
- Zână
- Zgripsor
- Zmeu
- Zorilă